# Clairegoutte
Clairegoutte ist eine französische Gemeinde mit 348 Einwohnern (Stand: 1. Januar 2022) im Département Haute-Saône in der Region Bourgogne-Franche-Comté. Sie gehört zum Arrondissement Lure und ist Mitglied im Gemeindeverband Communauté de communes Rahin et Chérimont. Die Einwohner werden Clairegouttois und Clairegouttoises genannt.

## Geographie
Clairegoutte liegt auf einer Höhe von 330 m über dem Meeresspiegel, zehn Kilometer ostsüdöstlich von Lure und etwa 18 Kilometer westlich der Stadt Belfort (Luftlinie). Das Dorf erstreckt sich im östlichen Teil des Départements, in der Talmulde der Clairegoutte, am Westfuß der Höhen des Chérimont.
Die Fläche des 10,48 km² großen Gemeindegebiets umfasst einen Abschnitt in der gewellten Landschaft südöstlich der Ebene von Lure. Der westliche Teil des Gebietes wird von der Talmulde der Clairegoutte eingenommen, die für die Entwässerung nach Südwesten zum Rognon sorgt. Die Alluvialniederung liegt durchschnittlich auf 320 m. Dieser Bereich wird überwiegend landwirtschaftlich genutzt. 
Nach Osten erstreckt sich das Gemeindeareal über den dicht bewaldeten Westhang des Chérimont bis auf dessen Gipfel, auf dem mit 589 m die höchste Erhebung von Clairegoutte erreicht wird. An diesem Hang befinden sich die Quellen der Clairegoutte und ihrer Seitenbäche. Der Abhang wird durch mehrere Erosionsrinnen untergliedert. Mit einem langen schmalen Zipfel reicht der Gemeindeboden südwärts auf einen ebenfalls bewaldeten Ausläufer des Chérimont (bis 521 m) zwischen den Taleinschnitten des Ruisseau de Fau und seines Seitenbaches Ruisseau des Battants. In geologisch-tektonischer Hinsicht ist das Gelände aus Buntsandstein der unteren Trias aufgebaut. In den Taleinschnitten treten auch permische Schichten zutage.
Nachbargemeinden von Clairegoutte sind Magny-Danigon und Champagney im Norden, Étobon im Osten, Belverne, Lomont, Frédéric-Fontaine und Magny-Jobert im Süden sowie Andornay im Westen.

## Geschichte
Das Gebiet von Clairegoutte wurde vermutlich bereits im 8. oder 9. Jahrhundert urbar gemacht. Bis zum Jahr 1331 gehörte das Dorf zur Freigrafschaft Burgund und darin zum Gebiet des Bailliage d’Amont. Anschließend kam es an die Grafschaft Montbéliard. Im weiteren Verlauf wurde Clairegoutte mehrfach von Bränden und Kriegen in Mitleidenschaft gezogen. 1341 wurde es in Brand gesteckt, 1439 von den Écorcheurs verwüstet, um 1480 von Karl dem Kühnen zerstört, 1583 erneut geplündert und schließlich 1635 von einer Pestepidemie betroffen. Im Jahr 1541 wurde Clairegoutte zur Pfarrei erhoben. Mit der Besetzung der Grafschaft Württemberg-Mömpelgard (Montbéliard) gelangte das Dorf 1793 endgültig in französische Hand. Vor allem im 18. und 19. Jahrhundert war Clairegoutte für seine Kirschherstellung bekannt. Heute ist Clairegoutte Mitglied des neun Ortschaften umfassenden Gemeindeverbandes Communauté de communes Rahin et Cherimont.

## Sehenswürdigkeiten
Die lutherische Dorfkirche (Église luthérienne; ursprüngliches Patrozinium Notre-Dame) stammt aus dem Mittelalter (12. Jahrhundert), wurde aber 1734 weitgehend neu erbaut und ist heute als Monument historique klassifiziert. Der Glockenturm wurde 1777 hinzugefügt als eine der Baumaßnahmen an zwanzig Kirchen in Grafschaft und einst abhängigen Gebieten, die im Auftrag Herzog Carl Eugens in seiner langen Herrschaft neu erbaut oder erneuert wurden. Die katholische Kapelle Saint-Bernard wurde 1962 errichtet. Die Nagelschmiede und die Ölmühle wurden im 18. Jahrhundert erbaut. Zu den weiteren Sehenswürdigkeiten zählen das Gebäude der Mairie-École (Gemeindeverwaltung und Schule) von 1844 sowie acht Brunnen aus der Zeit zwischen 1875 und 1880, darunter das Fontaine-Lavoir de la Cure mit der Büste des Pfarrers G.D. Durot.

## Bevölkerung
| Jahr                       | 1962 | 1968 | 1975 | 1982 | 1990 | 1999 | 2006 |
| Einwohner                  | 403  | 378  | 384  | 414  | 384  | 441  | 433  |
| Quellen: Cassini und INSEE |      |      |      |      |      |      |      |

Mit 348 Einwohnern (1. Januar 2022) gehört Clairegoutte zu den kleineren Gemeinden des Département Haute-Saône. Nachdem die Einwohnerzahl in der ersten Hälfte des 20. Jahrhunderts abgenommen hatte (1881 wurden noch 539 Personen gezählt), wurden seit Beginn der 1960er Jahre nur noch relativ geringe Schwankungen verzeichnet.

## Wirtschaft und Infrastruktur
Clairegoutte war bis weit ins 20. Jahrhundert hinein ein vorwiegend durch die Landwirtschaft (Ackerbau, Obstbau und Viehzucht) und die Forstwirtschaft geprägtes Dorf. Heute gibt es verschiedene Betriebe des lokalen Kleingewerbes. In den letzten Jahrzehnten hat sich das Dorf zu einer Wohngemeinde gewandelt. Viele Erwerbstätige sind deshalb Wegpendler, die in den größeren Ortschaften der Umgebung und in der Agglomeration Belfort-Montbéliard ihrer Arbeit nachgehen.
Die Ortschaft liegt abseits der größeren Durchgangsachsen an einer Departementsstraße, die von Ronchamp nach Villersexel führt. Weitere Straßenverbindungen bestehen mit Magny-Danigon und Frédéric-Fontaine.